# UTS-15泵動式霰彈槍
UTS-15（UTS，全稱：Urban Tactical Shotgun 15-rounds，意為：15發彈式城市戰術霰彈槍）是一系列由土耳其槍械製造商UTAS公司所研製及生產的犢牛式泵动式霰彈槍（戰鬥霰彈槍），也是真正的泵动式戰鬥霰彈槍，發射12鉛徑霰彈。
UTS-15是一枝雙管式彈倉供彈的霰彈槍，使用者可以手動切換內部供彈的彈倉。每個管式彈倉能夠裝填7發23⁄4英吋12鉛徑霰彈或6發3英吋12鉛徑麥格農霰彈。

## 歷史
大約2006年，著名的美國槍械公司史密斯威森決定擴大其霰彈槍產品線，打算研發一款“終極警用霰彈槍”，一款新型以及最好是非正統型戰術武器。當時，史密斯威森並沒有任何生產霰彈槍的廠房。因此，他們便找到土耳其一家專門生產霰彈槍的廠商UTAS Makina公司（一間亦為其他著名的美國品牌，像薩維奇—蒂文斯和金伯公司生產高品質霰彈槍的著名廠商），試圖使用貼牌加工的形式為史密斯威森在霰彈槍上沖壓了他們的公司名字。
史密斯威森提出的新型霰彈槍標準要求分別是：採用12鉛徑霰彈、泵动式操作方式、全槍總長度小於762毫米（30英吋），以及最低載彈量為13發。經過一番考慮，決定從高度非正規操作設計的南非NS2000泵動式霰彈槍開始著手並嘗試進行改進。根據這一決定，UTAS公司設計人員從它的設計者手中獲得了專利權和NS2000的樣本槍。經過長時間研究以後，決定完全重新設計武器，只保留其基本的犢牛式結構和雙管式彈倉，而其餘一切結構都要由設計人員從頭重新設計。新槍的所有開發工作著名的美國史密斯威森公司的輕兵器專家特德·哈特菲爾德（英語：Ted Hatfield）領導土耳其設計人員以下，在土耳其UTAS的設備裡進行。
大約2008年，由於史密斯威森內部出現的問題，而退出新槍的研發。但土耳其UTAS公司並沒有停止研發，而是以自身名義繼續開發其新武器。2011年，這款外形獨特的霰彈槍被命名為UTS-15，並在阿拉伯联合酋长国的國際防務展覽及會議首次向公眾展示，受到了極大關注。並自2011年開始在兩間UTAS工廠進行生產——一個在土耳其（向歐洲、亞洲和非洲供應槍械），而另一個在美國（供應美國市場）以打入美國市場。UTS-15霰彈槍由UTAS輕武器製造公司的美國分公司生產，並開始在警用霰彈槍市場上銷售。必須指出的是UTAS公司還計劃擴大其產品線，並且推出他們的半自動型霰彈槍，其次是更多的武器，例如步枪和榴彈發射器，都是基於相同的專利平台。

## 設計細節
UTS-15在外形設計上具有強烈的未來感。
但與其他泵动式霰彈槍一樣，UTS-15霰彈槍是一枝手動操作，泵动式（又稱滑動式）槍機操作的武器，位於槍管下方、可滑動的前護木通過兩根操作連桿連接到槍機。UTS-15亦是一枝采用了犢牛式設計的戰鬥霰彈槍，這樣662.94毫米（28.3英吋）長度的槍身都仍然有一根傳統霰彈槍的469.9毫米（18.5英吋）長度的槍管，將士兵的輪廓最小化，並增加了士兵在巷战之中的靈活性。
儘管UTS-15的槍身巨大，但由於構造上超過85％的部分採用碳纖維增強注射成型聚合物製造，空槍質量也只有3.13公斤（6.9磅），亦是第一枝完全由聚合物成型製造機匣的槍械。
所有聚合物部件表面上具有啞光黑色無眩光紋理，而钢製部件上具有啞光黑色鍍铬或黑色氧化物處理，鋁件則具有啞光黑色無眩光陽極氧化處理。

### 機匣
UTS-15的機匣是由碳纖維增強聚合物製造。
為了確保快速、方便地檢查槍機（例如：檢查是否已經上膛，或是需要清除偶爾的變形霰彈藥筒而造成的卡彈情況下），這槍具有大型頂部開開口部外蓋，另一方面亦作為槍托頂部，可以有效提高貼腮時的舒適性。

### 槍管
槍管設在兩根彈倉下方。槍管為精密機械加工和热处理4140型钢打造而成，槍管內部進行鍍铬處理，保證了槍管的使用壽命，並設有內置可移除式喉缩。槍管上方設有三個鎖耳（英語：Lug），與彈倉連接；槍管下方設有一個槍管固定環，槍管固定環套在機匣上。傳統型三鎖耳式轉拴式槍栓保證了發射威力很大的12鉛徑霰彈時的可靠性，只要直接進入槍管節套鎖定即可完成閉鎖。槍管的位置較低，與抵肩位置在一條直線上，後座力直接向後，減少了槍口上揚的幅度。槍口螺紋為貝瑞塔樣式，可適用於任何情況下，使用由貝瑞塔製造的一系列收束器的附件。

### 握把與保險
UTS-15的手槍握把可以安裝任何種類的AR-15／M16步槍的手槍握把（例如A2型），對於慣用AR-15／M16槍族的使用者來說十分上手。扳機扣力只有19牛頓（4.27磅力），而且扳機行程很短。扳機上方右側部位保留選擇裝上內置式雷射瞄準器或戰術燈的控制開關空間，前方的扳機護環呈長方形。
旋轉式手動保險亦採用AR-15／M16步槍樣式，與AR-15／M16槍族的保險位置一樣，裝在槍身左側，位於手槍握把的上方，手動保險處可以明顯看到白色的“S”（保險）和紅色的“F”（發射）字樣。

### 槍托
UTS-15的槍托尾部設有一塊玻璃钢強化橡膠槍托底板，有助於吸收後座力。
槍托上方設有一個鉸接的槍托蓋，如出現供彈或卡殼等問題時，可以打開槍托蓋排除。
槍托右側設有拋殼口，拋殼口上安裝了防塵蓋，這種設計與M16的類似。
槍托下方右側設有槍背帶環，與槍管後方右側的背帶環配合以安裝槍背帶。

### 供彈方式
UTS-15在巨大的槍身內位於槍管上方、護木內部使用包裹並列放置的雙管式彈倉供彈。這款霰彈槍能夠發射彈殼長23⁄4英吋和3英吋兩種長度的12鉛徑霰彈。每個管式彈倉能夠裝填7發23⁄4英吋12鉛徑霰彈藥筒或6發3英吋12鉛徑麥格農霰彈藥筒。霰彈藥筒需要通過位於機匣兩側、手槍握把上方左右兩側設有的彈倉裝填口在打開裝彈口蓋以後裝填，亦可通過打開槍身後部裝有铰链的機匣蓋以露出雙彈倉口裝填，可分別為兩側的彈倉獨自裝填；而空彈殼發射以後則通過右側的拋殼口彈出，並裝有一個鉸鏈式防塵蓋，在第一次射擊循環以後會自動打開，對使用者的影響減到最低。
使用者可以透過位於槍身頂部、槍管後膛以上的彈倉供彈選擇桿開關設置其供彈模式，其有左、中、右3個位置，分別為表示純左彈倉供彈、左右彈倉交替供彈或是純右彈倉供彈。打盡一邊的管式彈倉以後，使用者必需要通過撥動戰術導軌後方的供彈選擇桿作手動改變供彈來源，然後由另一個管式彈倉繼續供彈。這樣的設計在使用中非常靈活，例如在騷亂等的條件以下，特警或者巡警可以靈活地先使用某一邊的非致命性彈藥（例如橡膠顆粒），而標準常用的霰彈（例如鹿彈、鳥彈和重彈頭）則用作後備或必要時使用，根據情況使用不同種類的霰彈藥筒進行射擊。這種類似的霰彈槍的設計概念還有南非NS2000和美国Kel-Tec KSG、標準製造DP12。
另一種不尋常但卻非常有用的特性是其管式彈倉內部的托彈板具有一根通過頂部戰術導軌兩旁的管式彈倉切槽突出的槓桿。這些槓桿具有兩種功能：首先，它們可以讓使用者手動將托彈板向前推以壓縮其彈倉彈簧，直到它被一個L形切槽鎖定，這樣讓使用者可以快速和輕鬆的裝填彈倉；第二，槓桿的位置能夠清楚表示兩根管式彈倉的剩餘彈數。為了幫助更準確和快速通過檢視知道剩餘霰彈數量，槍上的管式彈倉切槽附近具有打上的適當標記。

### 瞄準具及配件
瞄準配件，包括後備機械瞄具（照門及準星，預設時為風偏調節缺口式照門及柱狀準星）、光學瞄準鏡、紅點鏡、夜視鏡和／或熱成像儀，可以通過位於雙管式彈倉上方的頂部MIL-STD-1913戰術導軌（皮卡汀尼導軌）安裝使用。
滑膛槍管上具有槍管螺紋，可以根據使用者意願加裝各種槍口裝置，例如貝瑞塔風格的消焰器或是喉缩。護木前方兩側設有兩個槍背帶環，而槍托底部末端亦設有兩個槍背帶環，以便左右手習慣不同的使用者根據個人需求固定各式槍背帶。
由於雙管式彈倉位於槍管上方，槍管以下的可滑動前護木內部具有足夠的圓柱型附件倉的設計。機匣與護手結合時，附件倉恰好位於護手前端。附件倉可在不附加戰術導軌和外置式架座以下用以安裝戰術燈、雷射瞄準器或是專用型雷射／戰術燈組合，這種設計是為了避免增加全槍的體積。平時不使用時（附件倉中沒有放置任何附件），護木前端可以用防塵保護蓋密封附件倉口，以免異物進入。

## UTS-15的配件和可選設備（美國UTAS所列出）
UTAS武器製造公司還為用戶特供了很多戰術附件，如備用瞄具及喉缩等。

### 前後瞄準組件
備用瞄具與M4卡賓槍的備用瞄具類型一樣，採用7000系列鋁合金製固態坯料機加工製造，並且採用了啞光黑色陽極氧化表面處理，這些瞄準具可調節海拔和風偏。

### 戰術收束器
UTS-15霰彈槍的收束器有兩款，一款是戰術收束器是由4140系列特級钢機加打造而成，並使用啞光黑色氧化物表面處理。前端是消焰器，可以有效減少槍口火焰，消焰器的頭部可以作為攻擊頭使用，關鍵時刻可以砸破汽車玻璃窗或破門，這也是考慮到警察的實際需要而設計的。
另一款是標準微縮口收束器。它在裝上以後仍可正常發射重彈頭以及鹿彈。

### 7.5英吋槍管節套
同樣由4140系列特級钢機加製造，並且採用了啞光黑色氧化物表面處理。就像戰術收束器那樣，這件長達190.5毫米（7.5英吋）的配件可擰入UTS-15的槍管。

### 消聲器
UTS-15亦可裝上消聲器。消聲器外側包裹有一層碳纖維材料，通過12顆螺釘固定在消聲器表面。從外形上看，該消聲器比步槍型消聲器粗很多。
霰彈槍作為一種近戰武器，有沒有必要加裝消聲器，目前還是見仁見智的問題。由於霰彈發散形的彈道和易碎的彈託等特殊性，其消聲器的設計相對比較複雜且消聲效果並不理想，因此加裝消聲器的霰彈槍目前還非常少見。
這可說是繼2014年出現了第一款霰彈槍採用濕式消聲器以後，第一款可讓使用乾式消聲器的霰彈槍。

### 紅色雷射／手電筒組件
雷射／手電筒組件是專為UTS-15霰彈槍而設計。手電筒蒙上了200流明鏡片，用以在開關開啟時聚焦光綫（使用在握把上的整合式控制按鈕）。激光為高光度，而且可調節風偏和高程。雷射／手電筒組件的鋁製盒子裡裝有兩顆锂电池，並且專門設計用以滑入到在下槍托、槍管下方的附件倉之內，而它是保持在槍管保持帽蓋的位置並且固定到位。UTAS亦提供了一套配備了所必需的設備以安裝整套總成到霰彈槍內。

## 衍生型
UTAS武器製造公司推出的UTS-15霰彈槍不僅面向警用霰彈槍市場，而且還準備打入軍用市場和民用狩獵市場，所以推出了幾種不同型號。
- UTS-15沙漠型（UTS-15 Desert）：具有美國和北約部隊所使用的數碼迷彩圖案。採用了由沙漠砂色基礎塗層和兩種無眩光顏色表面所組成的數碼迷彩圖案，適用於沙漠地區作戰。[13]
- UTS-15海軍陸戰隊型（UTS-15 Marine）：具有採用一種專門配製的海洋藍色基礎塗層及黑色和灰色無眩光顏色表面所組成的數碼迷彩圖案。為了適應海洋環境作戰，弹簧具有耐腐蝕塗層，所有裸露的金屬部件都使用緞面鍍镍處理以具有抗海水腐蚀性。其他所有的金屬部件，例如槍管使用黑色鍍鉻或是類似方法處理，以進一步提高抗海水腐蝕。由於海軍型所面臨的特殊使用環境對表面處理要求更高，故在價格上也有所提高。[14]
- UTS-15獵用型（UTS-15 Hunting）：設有狩獵風格的狩獵迷彩圖案，用於野外狩獵活動。[15]

## 失誤及故障
由於其獨特的設計，UTS-15成為槍械文化中易於識別的武器，而且獲得多個不同來源的點評。然而，隨著時間的推移，UTS-15卻因受到眾多的故障所困擾著而成為了在槍械行業發展的名聲上正被嚴厲批評、聲譽受損的對象。
多個UTS-15霰彈槍的使用者批評UTS-15的可靠性和使用的材料，最值得注意的是YouTube的網絡評論者Nutnfancy和FPSRussia。這些批評包括：
- 頂部管式彈倉的大型開孔（用於查看剩余弹容量）使異物或污物進入管式彈倉
- 由於頂部管式彈倉通過裝入膛室進入槍機的方式供彈導致管式彈倉拆卸困難
- 彈倉供彈選擇桿斷裂
- 供彈、上雙彈和抽殼故障
- 槍機罩突然彈出
- 滑動釋放按鈕的位置（槍托背面的槍機背後）導致控制扳機的手需要移離或者其他奇怪的動作
- 在高磨損位置錯誤地使用塑料
- 彈倉管內彈簧和槍機容易生銹
- 槍托至扳機握把之間長度過短
- 推动泵筒时极其容易导致抽殼鈎（英语：Extractor (firearms)）断裂

UTAS公司試圖通過研發UTS-15的第二代和第三代衍生型以修正這些問題，這理應是糾正的可靠性問題。然而，仍然有一些報告指第三代衍生型出現供彈問題。

## 使用者
- 香港
  - 香港懲教署區域應變隊
- - 大韓民國陸軍
- 土耳其
  - 土耳其武裝部隊

## 流行文化
UTS-15的外型頗具有科幻色彩，因而同時出現在多隻电影、电视剧和电脑游戏裡，例如：

### 電影
- 2015年—：由罪犯布萊恩·奧康納（Brian O'Conner，保羅·沃克飾演）和特種部隊長官無名氏先生（Mr. Nobody，寇特·羅素飾演）所使用。
- 2015年—《侏罗纪世界》：型號為第2代黑色型，由侏羅紀世界資產管制小組（ACU）所使用。
- 2016年—：型號為第2代黑色型，由「阿積斯」法蘭西斯·費里曼的僱傭兵所使用。

### 电视剧
- 2008年—：2012年4月20日第4季第19集（播出順序為第84集）「過境的信」（英語：Letters of Transit），由效忠者安全部隊所使用。
- 2010年—：2013年12月1日第4季第8集（播出順序為第43集）「太遠了」（英語：Too Far Gone），由民兵成員所使用。
- 2012年—《超越时间线》：
  - 2013年4月20日第2季第10集（播出順序為第20集）「第二波」（英語：Second Wave），由茉莉·加爾薩（Jasmine Garza，露莉亞·彼得森飾演）所使用。
  - 2014年3月30日第3季第3集（播出順序為第20集）「搶錢行動」（英語：Minute To Win It），由凱拉·卡梅倫（Kiera Cameron，瑞秋·尼科尔斯飾演）所使用，奇怪地被稱為未來突擊步槍。
- 2013年—《机器之心》：由洛杉磯警察局、包括主角約翰·肯尼士（John Kennex，卡爾·厄本飾演）和其特警隊所使用。
- 2014年—《閃電俠》：2015年5月5日第1季第21集「格魯德還活着」（英語：Grodd Lives），由裝甲強盜所使用。

### 電子遊戲
- 2007年—：最早於韓國版2012年11月8日時推出，使用啞黑色槍身，並裝彈15發。港台地區和中国大陆地區於2012年11月21日推出一般版，前者命名為「闇影獵人」，後者命名為「爆炎剃刀」。奇怪的重新裝填時會把所有霰彈都裝進一個彈倉內。港台地區於2013年3月12日推出透過武器強化系統升級的兩个強化型外觀；中国大陆地區於2013年3月13日推出透過武器強化系統升級的兩个強化型外觀；在各地版本均已開放使用，但泰國版及土耳其版因結束營運的關係而不會在這兩個版本開放使用。另外亦有兩種改進版：
  - UTS-15 Pink Gold：最早於韓國版2013年9月14日時推出，C-Box限定的黃金噴漆型，手槍握把、扳機、下機匣和槍托亦改成褐色的木頭紋理。港台地區於2013年9月24日推出黃金版連其武器強化系統升級，命名為「黃金闇影獵人」；中国大陆地區於2013年9月25日推出黃金版連其武器強化系統升級，命名為「金焰剃刀」；武器強化後不會有造型特殊變化。
  - JANUS-11：最早於韓國版2014年5月29日時推出，以UTS-15作為雛型所研製的JANUS系列反殭屍用途改進型，槍身由黑、青與金三種顏色組成，並且新增了可變型結構和可改變面容的紅點鏡。启动变形模式时会射击光束。港台地區於2014年6月10日推出，命名為「聖界裁決」；中国大陆地區於2014年6月11日推出，命名為「极光」。
- 2012年—《战争前线》：命名为“UTAS UTS-15”，只使用右边弹仓装弹却奇怪的可装填13发弹药。为医疗兵专用武器，point時限购买，可以改装枪口配件（通用消音器、霰弹枪消音器、霰弹枪制退器、霰弹枪刺刀）以及瞄准镜（EOTECH 553全息瞄准镜、绿点全息瞄准镜、红点瞄准镜、Aimpoint Comp M4S瞄准镜、Mojji Zero红点瞄准镜）。
- 2013年—：命名為「UTS-15」（中文版則命名為「UTS-15霰彈槍」），預設發射12G鹿彈，載彈量14+1發，初始攜彈量為45發（聯機模式），最高攜彈量為30發（單人模式），重新裝填時會裝填兩側的彈倉口。單人模式之中於「揭開序幕」（Baku）戰役達到銀牌時解鎖並且可由美国海军陆战队精英小隊「墓碑」隊長丹尼爾·雷克（Daniel Recker）所使用；聯機模式時為所有兵種的解鎖武器包武器之一，於達到45,000點霰彈槍得分時才能解鎖，被歸類為霰彈槍，並可以使用鴨嘴防火帽、反射式、雷射瞄準器、全收束器、ACOG（放大4倍）、斜視金屬瞄準器、防火帽、12G重彈頭、全像、放大鏡（放大2倍）、改良收束器、12G鏢彈、M145（放大3.4倍）、制動器、手電筒、12G破片彈以及五件戰鬥包附件（FLIR（紅外線放大2倍）、稜鏡（放大3.4倍）、JGM-4（放大4倍）、土狼、綠點雷射瞄準器、紅外線夜視鏡（紅外線放大1倍）、眼鏡蛇、雷射／燈光組合、PKA-S、PK-A（放大3.4倍）、PSO-1（放大4倍）、戰術燈、三光束雷射、HD-33當中之五）。
- 2013年—：型號為第1代UTS-15，命名為「Tac 12」，黑色槍身，發射12鉛徑3英寸鹿彈，以10發管式彈倉供彈（可使用改裝：延長彈匣增至15發），初始攜彈量為20發（使用改裝：延長彈匣時增至30發），最高攜彈量為60發，內置智能喉缩，奇怪地重新裝填時只裝填左側的彈倉口就能裝填兩條彈倉管和從頂部彈倉管窗口始顯示著該槍總是裝填6發霰彈。聯機模式時可以使用紅點鏡、全息瞄準鏡、消音器、槍口制退器、前握把、重彈頭、延長彈匣；滅絕模式時以1,500點取得。
- 2014年—：型號為第2代UTS-15，命名為「Tac-19」，黑色槍身，以6發（聯機模式時可使用改裝：延長彈匣增至9發）管式彈倉供彈，初始攜彈量為18發（聯機模式），最高攜彈量為50發（戰役模式和聯機模式）。戰役模式之中由反科技恐怖組織KVA所使用；聯機模式時為首先解鎖武器，並可以使紅點鏡、目標增強瞄準鏡、雷射瞄準器、前握把、槍托、快速抽出握把、先進膛線、抛物线麦克风、延長彈匣；動力服生存模式時為專業兵主要起始武器。
- 2015年—《小兵步槍》:槍身為卡其色，泵動式射擊，使用14發管式彈倉供彈。
- 2022年—《少女前線》：被歸類為「霰彈槍」，命名為「UTS-15」。

### 輕小說
- 2014年—《刀劍神域外傳Gun Gale Online》：SJ2中由PM4小隊中的Clint所使用。

## 資料來源
1. 1 2 3 4 5 6 7 8 9 10 11 12 13  .   [2012-12-11]. （原始内容存档于2016-09-28）.
2. 1 2 3 4 5 6 7 8  .   [2012-12-11]. （原始内容存档于2021-12-29）.
3. 1 2 3 4 5 6 7 8  .   [2012-12-11]. （原始内容存档于2013-10-05）.
4. ↑  .   [2013-07-16]. （原始内容存档于2021-09-10）.
5. ↑  UTAS UTS-15 （页面存档备份，存于）.   [2012-12-11]. （原始内容存档于2016-09-28）.
6. ↑  .   [2013-09-06]. （原始内容存档于2013-09-15）.
7. ↑  .   [2013-09-06]. （原始内容存档于2013-09-14）.
8. ↑  .   [2013-09-06]. （原始内容存档于2013-09-15）.
9. ↑  .   [2013-09-06]. （原始内容存档于2013-09-14）.
10. ↑  .   [2013-09-06]. （原始内容存档于2013-09-15）.
11. ↑  .   [2013-09-06]. （原始内容存档于2013-09-14）.
12. ↑  .   [2013-09-06]. （原始内容存档于2013-09-15）.
13. ↑  .   [2013-05-20]. （原始内容存档于2013-05-09）.
14. ↑  .   [2013-05-20]. （原始内容存档于2013-05-04）.
15. ↑  .   [2013-05-20]. （原始内容存档于2013-05-09）.
16. ↑  .   [2014-06-16]. （原始内容存档于2020-03-01）.
17. ↑  .   [2014-06-16]. （原始内容存档于2021-01-02）.

## 外部連結
- （英文）—UTAS TURK （页面存档备份，存于）
- （英文）—Shipping Rifles : UTAS UTS-15 Tactical Shotgun
- （英文）—Center Mass Arms - Martinsburg Gun DealerCenter Mass Arms – Martinsburg Gun Dealer—UTS 15 - Tactical Shotgun （页面存档备份，存于）
- （英文）—UTS-15 Shotgun Blasting With Hickok45 （页面存档备份，存于）
- （英文）—American Rifleman—UTS-15 Polymer Tactical Shotgun
- （英文）—Slickguns—UTS-15 Tactical Shotgun
- （英文）—The Firearm Blog.com—
  - UTS–15 Tactical Pump-Action Shotgun: Big and Badass （页面存档备份，存于）
  - UTAS UTS-15 shotgun video （页面存档备份，存于）
  - UTS-15 Shotgun to retail for $1,500 （页面存档备份，存于）
  - UTAS UTS-15 Shotgun Review （页面存档备份，存于）
  - UTAS 12 Ga Shotgun Suppressor （页面存档备份，存于）
  - UTAS UTS-15 Tactical Shotgun （页面存档备份，存于）
  - Muddy Girl Reaches Another Platform… This Time UTAS Shotgun （页面存档备份，存于）
  - UTS-15 Neptune （页面存档备份，存于）
- （英文）—The Truth About Guns.com—UTS-15: The World's Ugliest Bullpup Shotgun? （页面存档备份，存于）
- （英文）—Tactical Imports Corp.—UTS-15
- （英文）—Tactical-Life.com—
  - Bullpups! （页面存档备份，存于）
  - UTS-15 Bullpup Tactical Shotgun (VIDEO) （页面存档备份，存于）
  - UTS 15 Bullpup Tactical Shotgun （页面存档备份，存于）
  - Preview: UTAS UTS-15 12 Gauge （页面存档备份，存于）
  - UTAS UTS-15 Marine Shotgun （页面存档备份，存于）
  - UTAS Green Laser & Light （页面存档备份，存于）
  - Best of the Bullpups: Top 10 Compact Rifles and Shotguns（页面存档备份，存于）
  - Preview: 12 Gauge Home Defense with the UTS-15 Shotgun （页面存档备份，存于）
  - Top 6 Shotguns From GUNS & WEAPONS FOR LAW ENFORCEMENT in 2014 （页面存档备份，存于）
  - Gun Review: UTAS UTS-15 Marine 12 Gauge （页面存档备份，存于）
  - 12 Mission-Ready 12-Gauge Scatterguns（页面存档备份，存于）
  - Top Shotguns in 2014 From SPECIAL WEAPONS FOR MILITARY & POLICE （页面存档备份，存于）
- （英文）—Personal Defense World.com—12 Pump-Action Shotguns From GUN BUYER'S ANNUAL（页面存档备份，存于）
- （英文）—Gunblast.com－UTAS UTS-15 Twin-Tube 12 Gauge Bullpup Pump-Action Fighting Shotgun （页面存档备份，存于）